# Allognosta platypus
Allognosta platypus är en tvåvingeart som beskrevs av James 1969. Allognosta platypus ingår i släktet Allognosta och familjen vapenflugor. Inga underarter finns listade i Catalogue of Life.